# Conocybe subalpina
Conocybe subalpina är en svampart som tillhör divisionen basidiesvampar, och som först beskrevs av Rolf Singer, och fick sitt nu gällande namn av Rolf Singer och Anton Hausknecht. Conocybe subalpina ingår i släktet Conocybe, och familjen Bolbitiaceae. Arten är reproducerande i Sverige.